# Nationalpark Nedre Odertal
Den internationale Nationalpark Nedre Odertal, (på tysk: Nationalpark Unteres Odertal og Park Krajobrazowy Dolina Dolnej Odry på polsk), er en nationalpark i landkreis Uckermark i den tyske delstat Brandenburg, og i Województwo zachodniopomorskie (det vestpommerske voivodskab) i Polen.
Parken, der blev oprettet i 1995 har et areal på 165 km² (105 km² i Tyskland og 60 km² i Polen), og følger floden Oder i en længde af 60 kilometer.. 
Den er på den tyske side omgivet af naturbeskyttelsesområdet Nationalparkregion Unteres Odertal, som er 17.774 hektar stort. Også på polske side af grænsen er den i forbindelse med en beskyttet region, så det samlede beskyttede område udgør et areal på 1.172 kvadratkilometer.
Om vinteren er det et yndet rasteområde for fugle, men også mange sjældne arter yngler i området : engsnarre, brushane og Stor kobbersneppe. I zoner med løvskov er Pirolen en almindelig ynglefugl. 
Arter som forekommer hele året i nationalparken er odder, bæver, hedehøg og havørn. 
53°02′50″N 14°17′46″Ø / 53.0472°N 14.2961°Ø